# Município de Robat-Karim

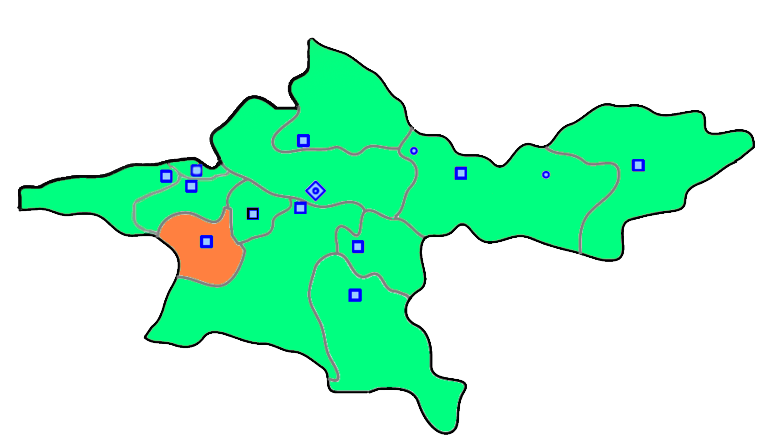
Localização do condado na província de Teerã

O município de Robat-Karim (em persa: رباط‌کریم) é um município da província de Teerã, no Irã. Sua capital é a cidade de Robat Karim.